# Ossuaire-mémorial de Mačkov kamen
L'ossuaire-mémorial de Mačkov kamen (en serbe cyrillique : Спомен-костурница на Мачковом камену ; en serbe latin : Spomen-kosturnica na Mačkovom kamenu) est situé à Crnča près de Ljubovija, en Serbie. Il est inscrit sur la liste des monuments culturels d'importance exceptionnelle de la République de Serbie (identifiant no SK 1469),,,.

## Présentation

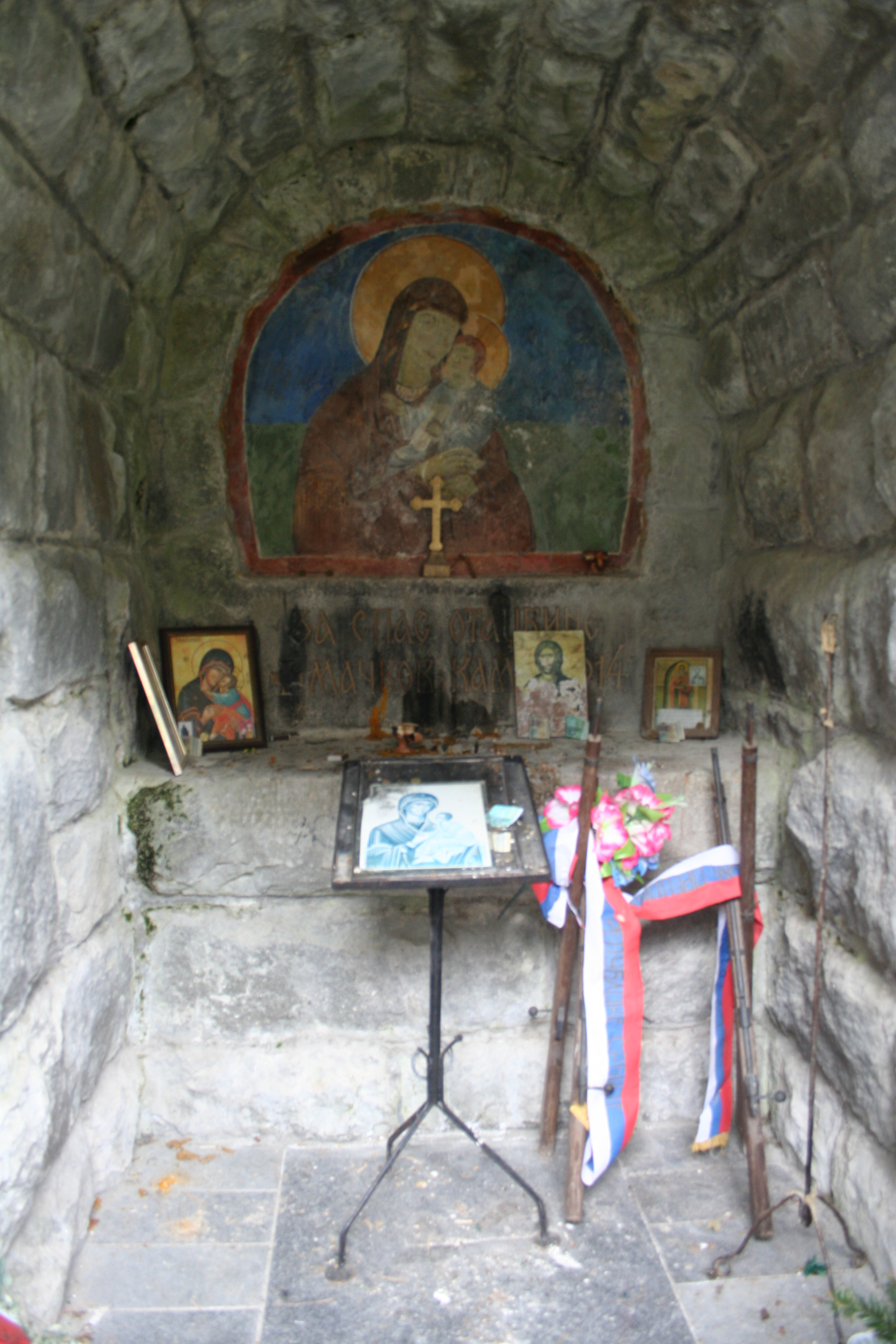
L'intérieur de la chapelle.

Pendant la bataille de la Drina en septembre 1914, de violents affrontements ont eu lieu entre les armées serbes et austro-hongroises sur le mont Mačkov kamen, un sommet des monts Jagodnja près de Krupanj ; l'armée serbe a alors perdu 800 soldats et les Autrichiens 1 200. Entre 1928 et 1932, un ossuaire-mémorial a été érigé sur le mont Mačkov kamen selon un projet de l'architecte Momir Korunović.
Haut de 8 m, le monument est constitué de blocs de granite ; il prend la forme d'une chapelle avec un clocher surmonté d'une croix. À l'intérieur se trouve une fresque-icône représentant la Mère de Dieu à l'Enfant peinte par Živorad Nastasijević. Le mémorial a été entouré d'une clôture en 1936. Sur les piliers du portail d'entrée se trouvent deux plaques commémoratives avec des vers de Vojislav Ilić Mlađi et, entre les piliers, au-dessus de la porte, on peut lire l'inscription : « Aux héros morts pour la patrie ».

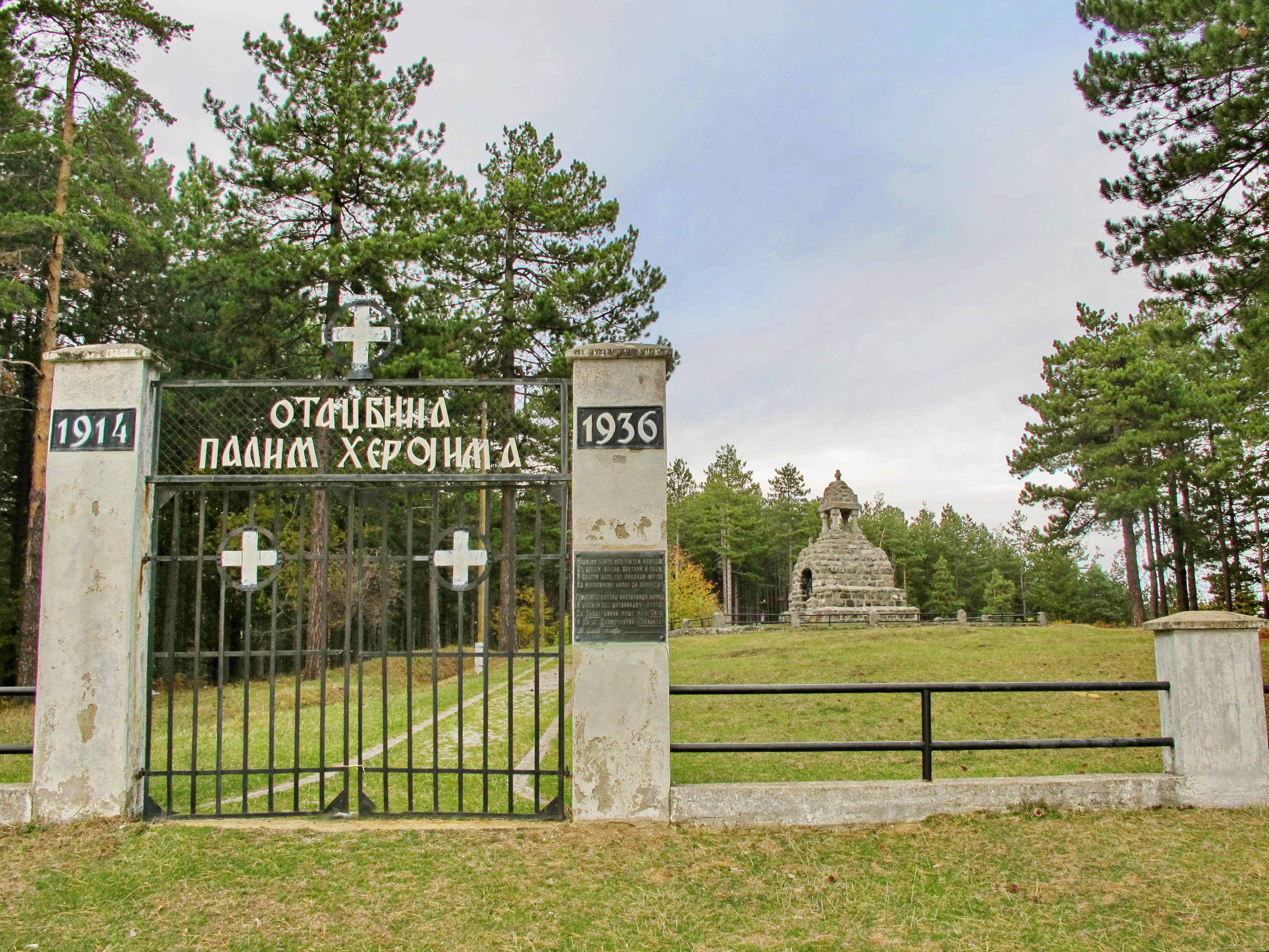
La clôture du mémorial.